# Tarsocera cassina
Tarsocera cassina är en fjärilsart som beskrevs av Butler 1868. Tarsocera cassina ingår i släktet Tarsocera och familjen praktfjärilar. Inga underarter finns listade i Catalogue of Life.